# ألفارو غرانت ماكدونالد
ألفارو غرانت ماكدونالد (بالإسبانية: Álvaro Grant MacDonald)‏ (3 فبراير 1938 في كوستاريكا - ) هو حكم كرة قدم ومدرب كرة قدم ولاعب كرة قدم كوستاريكي في مركز الدفاع. شارك مع منتخب كوستاريكا لكرة القدم. أما مع النوادي، فقد لعب مع نادي هيريديانو.

## وصلات خارجية
- ألفارو غرانت ماكدونالد على موقع الاتحاد الدولي (مؤرشف)  (الإنجليزية)
- ألفارو غرانت ماكدونالد على موقع ناشيونال فوتبول تيمز (الإنجليزية)